# Kościół św. Anny w Broniszowie
Kościół pw. św. Anny w Broniszowie – kościół parafialny należący do parafii pw. św. Anny w Broniszowie, dekanatu Kożuchów, diecezji zielonogórsko-gorzowskiej, metropolii szczecińsko-kamieńskiej. zlokalizowany w Broniszowie, w gminie Kożuchów, w powiecie nowosolskim, w województwie lubuskiem.

## Historia
Pierwsza wzmianka o kościele parafialnym w Broniszowie pochodzi z 1376 r. Pierwotnie była to budowla drewniana, która została zniszczona prawdopodobnie w czasie wojny trzydziestoletniej. Z XV w pochodzi kamienny mur otaczający kościół. 
Obecny kościół powstał około 1600 r. z inicjatywy Hansa Fabiana von Kottwitz. Kościół został założony na planie prostokąta jako salowa, kamienno-ceglana budowla. W 1607 r. od zachodu dostawiono wieże i przebudowano bramę - dzwonnicę wstawioną w otaczający mur. 
W 1609 r. został przejęty przez luteran. Katolicy odzyskali kościół dopiero w 1654 r. W czasie pożaru w 1676 r. uległ zniszczeniu i został odbudowany w latach 1691–1694. Z tego okresu pochodzi zwieńczenie wieży i kruchta od strony południowej. W 1760 otrzymał nowe rokokowe wyposażenie z fundacji hrabiny Katarzyny von Skronsky. 
W latach 1970 i 1984 została wyremontowana wieża, a pod koniec XX stulecia odnowiono elewacje i wnętrza.

## Architektura
Kościół nie posiada wyraźnych cech stylowych. Zbudowany został na planie prostokąta z wieżą od zachodu, kruchtą od południa i zakrystią od północy. Wieża na planie kwadratu, w części górnej ośmioboczna. Wieńczy ją baniasty hełm z sześciokątną latarnią. Nawa nakryta sklepieniem kolebkowo-krzyżowym, kruchta i pomieszczenie pod wieżą – sklepieniem krzyżowym. Nad kruchtą mieści się otwarta do wewnątrz loża lokatorska. 

## Wyposażenie
Wyposażenie rokokowe z fundacji Katarzyny Skrońskiej – trzy ołtarze, ambona, chrzcielnica, chór, organy, rzeźby i obrazy. Ołtarz główny, drewniany, mazerowany. Dwa ołtarze boczne – pw. św. Heleny i Nawiedzenia Najświętszej Marii Panny. W kruchcie znajduje się predella tryptyku z około 1500 r., z płaskorzeźbą przedstawiającą Złożenie do Grobu oraz kamienna chrzcielnica z XV w., pochodząca z kościoła w Kotowicach
Obiekt wpisany do ewidencji Wojewódzkiego Konserwatora Zabytków, pod nr rej.: kościół – 52 z 21 marca 1955, plebania – 1417 z 30 września 1964 oraz organistówka – 1418 z 30 września 1964.

## Inne
Odpust w kościele obchodzony jest 26 lipca.